# Adler Gropius

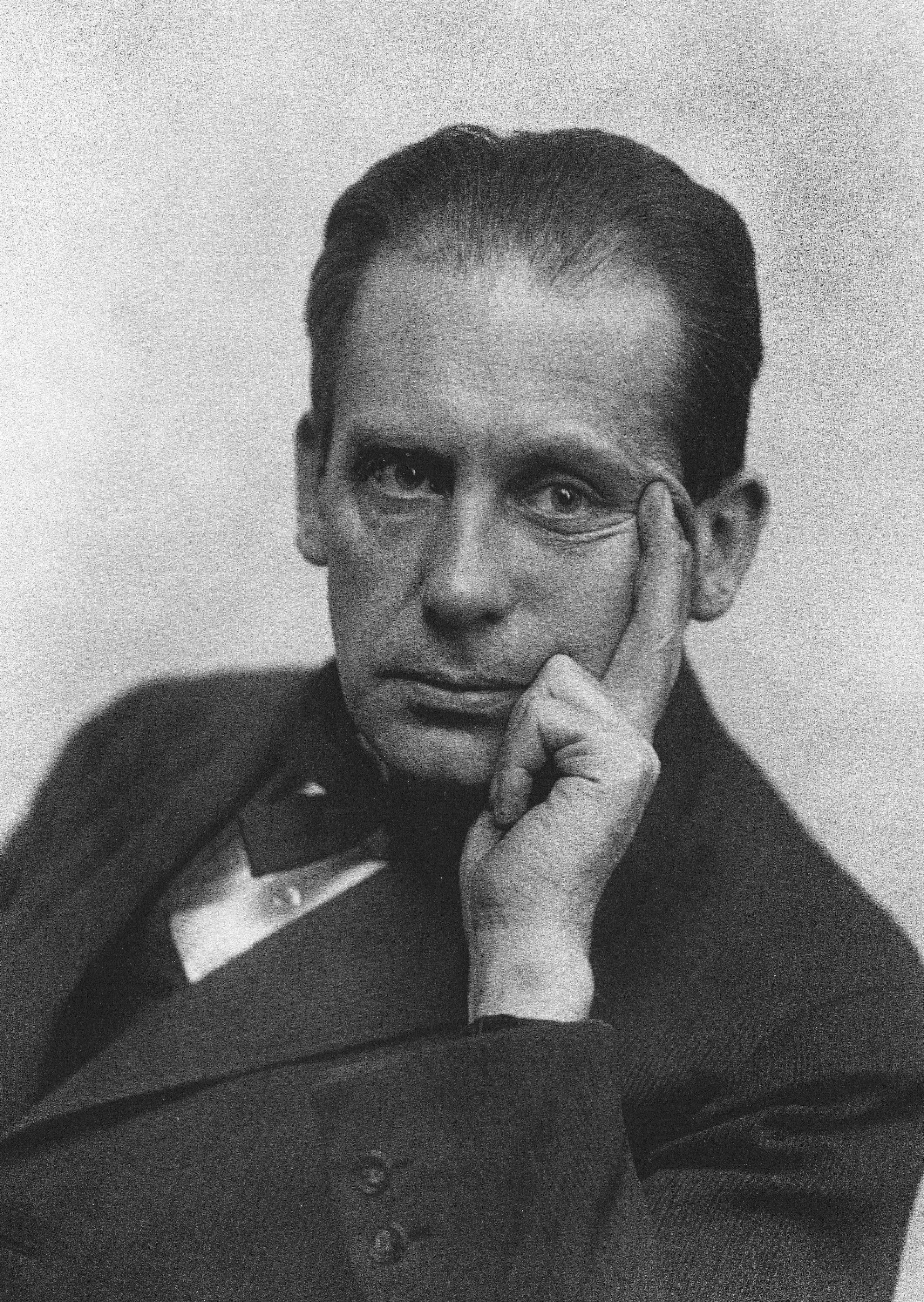
Entwarf ab 1929 die offenen und geschlossenen Karosserien für den Adler Gropius: Der Architekt und Gründer des Bauhauses, Walter Gropius (fotografiert um 1919)

Adler Gropius ist eine inoffizielle Sammelbezeichnung für bestimmte Personenkraftwagen, die der Kraftfahrzeughersteller Adlerwerke mit Sitz in Frankfurt am Main zwischen 1930 und 1933 in wenigen Exemplaren auf Basis des Adler Standard 6 und Standard 8 herstellte; charakteristisch sind die offenen und geschlossenen Karosserien, die von dem Architekten Walter Gropius ab 1929 entworfen wurden, dem Gründer sowie ersten Leiter des 1919 gegründeten und seit 1925 in Dessau ansässigen Staatlichen Bauhauses. Es blieb der einzige bekannte Versuch von Gropius, Automobile zu gestalten.

## Hintergründe und Vorgeschichte

### Heinrich Kleyer, die Adlerwerke sowie die Modelle Standard 6 und 8

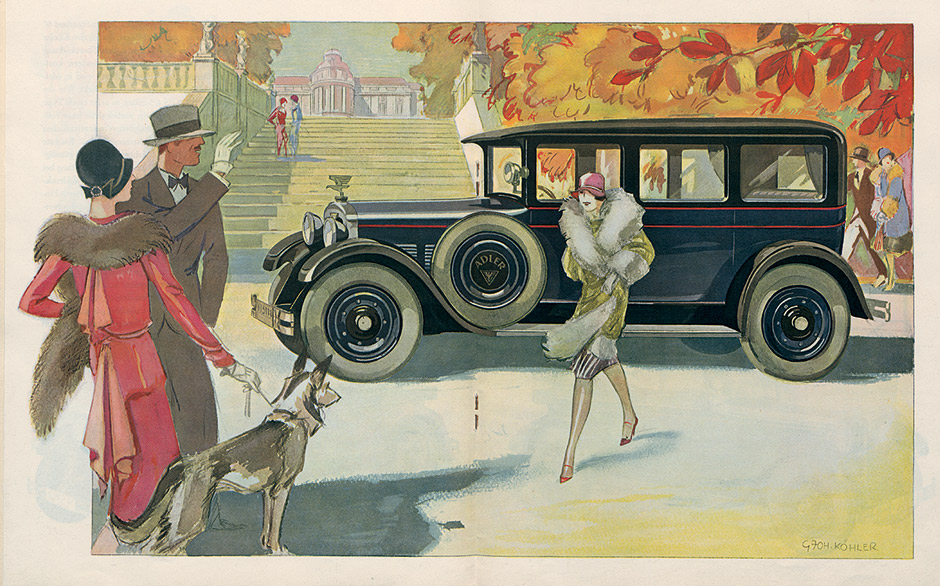
Georg Johann Köhler: Illustration aus dem Werksprospekt Der Adler Standard 6 um 1930. Die Abbildung zeigt die herkömmliche Serienkarosserie (6-Fenster-Limousine), das Ausgangsmodell für die Gropius-Entwürfe.

In den 1920er- und 30er-Jahren war das Unternehmen Adlerwerke vorm. Heinrich Kleyer AG mit Sitz in Frankfurt am Main stets der dritt- bis viertgrößte Automobilhersteller Deutschlands. Bereits 1880 hatte Heinrich Kleyer (1853–1932) eine Maschinen- und Fahrradhandlung gegründet, aus der 1885/86 die erste deutsche Fahrradfabrik hervorging. Die industrielle Fertigung von Fahrrädern, ab 1898 auch Schreibmaschinen, machte Kleyer rasch wohlhabend. Ab 1900 entstanden erste selbst entwickelte Automobile, ab dem Folgejahr auch Motorräder.
Ab 1927 gelang eine bedeutende Produktionsausweitung, als sukzessive die neu konstruierten, technisch eng miteinander verwandten und daher rationell herzustellenden Pkw-Modelle Standard 6 mit Sechszylindermotor, Standard 8 mit acht Zylindern und Favorit mit Vierzylindermotor in Großserie gefertigt wurden. Von Letzterem entstanden in vier Jahren trotz der einsetzenden Weltwirtschaftskrise rund 14.000 Exemplare und vom Sechszylindermodell bis 1933 etwa 21.000 Stück, was sie zum beliebtesten Mittelklassewagen ihrer Zeit werden ließ. Trotz der wirtschaftlich schwierigen Zeiten kam das repräsentative Achtzylinder-Spitzenmodell auf 1820 Exemplare.
Zwar wiesen die Wagen in technischer Hinsicht viele bemerkenswerte Errungenschaften auf, ihr äußeres Erscheinungsbild mit den herkömmlichen Serienkarosserien war jedoch bis dahin eher unscheinbar. Um die Wirtschaftskrise zu überwinden, suchten die Adlerwerke nach Möglichkeiten, das Markenprofil zu schärfen. Ein erster Schritt war die werbewirksame Vermarktung von Clärenore Stinnes’ Weltumrundung in einem serienmäßigen Adler Standard 6 von 1927 bis 1929, ein anderer die Suche nach einem ausdrucksstärkeren Karosseriedesign, ein dritter Schritt technische Innovationen wie die Frontantriebsmodelle unter dem neuen Konstrukteur Hans Gustav Röhr ab 1931.

### Walter Gropius und seine Beziehungen zur Großindustrie sowie zu Frankfurt am Main
Walter Gropius hatte zwar Architektur studiert, das Studium jedoch 1908 ohne Diplom abgebrochen. In der Folgezeit widmete er sich nicht nur dem Entwurf von Gebäuden, sondern wandte sich auch dem Industriedesign zu, zunächst im Büro von Peter Behrens in Berlin, wo er unter anderem Produkte für AEG gestaltete, ab 1910 mit einem eigenen Büro für Produktdesign und Architektur. Bekanntheit erlangte er insbesondere als Gründer und erster Leiter des 1919 in Weimar als Kunstschule gegründeten Bauhauses.
Bereits vor seinem Engagement bei den Adlerwerken hatte Gropius Aufsehen erregende Entwürfe für große Industrieunternehmen umgesetzt. So schuf er schon 1911 mit dem Fagus-Werk in der südniedersächsischen Kleinstadt Alfeld an der Leine eine Fabrikanlage; als eines der ersten Beispiele der architektonischen Moderne steht sie seit 1946 unter Denkmalschutz und gehört seit 2011 zum UNESCO-Weltkulturerbe. Gropius hatte auch bereits in Frankfurt am Main gearbeitet; seine bedeutendste Arbeit dort war 1929 bis 1930 die Siedlung „Am Lindenbaum“ als Teil des Stadtplanungsprogramms Neues Frankfurt.

### Walter Gropius’ Arbeiten für die Adlerwerke
Zwischen Walter Gropius und der Familie Kleyer bestand zunächst eine persönliche Freundschaft. Nachdem Gropius seine jüngsten Großprojekte abgeschlossen hatte, insbesondere die Berliner Siedlung Siemensstadt und die Frankfurter Siedlung „Am Lindenbaum“, fehlten ihm Ende der 1920er-Jahre wegen der Wirtschaftskrise lukrative Folgeaufträge, um sein Büro auszulasten und seine Angestellten bezahlen zu können. So nahm er das Angebot an, von 1929 bis 1933 als Vorsitzender des Beirates für Karosserieentwurf der Adler-Automobilwerke zu arbeiten.
In dieser Funktion entwarf er für die großen Adler-Wagen völlig neue Karosserien. Im Einzelnen werden sechs Karosserietypen für Limousinen und Cabriolets genannt, die unternehmensintern in „Innensteuerlimousine 4- bis 5-sitzig“ und „Pullman-Limousine 6- bis 7-sitzig“ unterschieden bzw. in der damals verbreiteten deutschen Form als „Kabriolett“ bezeichnet wurden.
Ferner kreierte Gropius das neue Firmenlogo, einen formal stark reduzierten Adler mit weit ausgestreckten Schwingen; sein Adler-Logo debütierte bei den Adler-Gropius-Ausstellungsfahrzeugen und wurde ab 1932 für alle Serienmodelle übernommen.

## Die Karosserieentwürfe und die Ausstellungen der Fahrzeuge
Die Personenwagen mit den neuen Karosserien wurden erstmals auf dem Pariser Autosalon Anfang Oktober 1930 gezeigt, damals einer der bedeutendsten Kraftfahrzeug-Messen der Welt. Eine weitere Präsentation erfolgte im Frühjahr 1931 auf der 22. Internationalen Automobil-Ausstellung in Berlin. Ferner präsentierten die Adlerwerke den Standard 8 mit den von Gropius entworfenen Aufbauten noch einmal vom 11. bis 23. Februar 1933 auf der 23. Internationalen Automobil- und Motorrad-Ausstellung in Berlin.
Ziel war „eine Zweckform ohne Zierrat, die möglichst lange zeitlos bleiben sollte.“
Die von Gropius entworfenen Modelle erreichten „weltweites Aufsehen“ und „eine bis heute nachwirkende Publizität“, fanden aber – auch bedingt durch die wirtschaftliche Krise der Jahre 1929 bis 1932 – „kaum ernsthafte Kaufinteressenten“. Stattdessen favorisierten die Interessenten weiterhin die damals üblichen Karosserien. Selbst 1933 – dem ersten Jahr eines kräftigen Aufschwungs der Automobilindustrie – blieb das Kaufinteresse aus, da die Kunden inzwischen, speziell bei Adler, niedrigere Karosserien mit ersten Anzeichen der Stromlinienform favorisierten.
Eine Serienfertigung der von Gropius entworfenen Karosserien hätte das Karosseriebauunternehmen Ambi-Budd im Berliner Ortsteil Johannisthal übernehmen sollen; sie unterblieb letztlich jedoch wegen der zurückhaltenden Kundenresonanz.

## Die einzelnen Modelle und ihre Stückzahlen
Im Einzelnen entwarf Gropius sechs Modelle für Adler. Sie ergeben sich aus je drei Karosserievarianten („Innensteuerlimousine“, „Pullman-Limousine“ und „Kabriolett“) für Chassis des Adler Standard 6 sowie Standard 8. Durch die Ausstellungen und Fotos am besten dokumentiert sind:
- Eine viertürige Limousine mit vier bis fünf Sitzen auf Basis des Standard 6 A (12/50 PS, Typ 12 N); markant war das Konzept als bloße „Vier-Fenster-Limousine“, also mit nur zwei Seitenfenstern je Seite, während die Serienausführungen mit Karosserien von Ambi-Budd als „Sechs-Fenster-Limousinen“ konzipiert waren. Gropius hatte hierdurch zwar größere Türen für einen bequemeren Einstieg bei günstigeren Fertigungskosten sowie eine deutlichere Abgrenzung zum größeren Spitzenmodell Standard 8 (15/80 PS, Typ 15 N) verwirklicht, viele Interessenten nahmen Letzteres jedoch als Abwertung der kleineren Standard 6-Limousine wahr.
- Ein zweitüriges Cabriolet mit vier bis fünf Sitzen auf Basis des Standard 6 A (12/50 PS, Typ 12 N), ausgeführt als „Zwei-Fenster-Cabriolet“;
- eine viertürige (Pullman-)Limousine mit sechs bis sieben Sitzen auf Basis des Standard 8 (15/80 PS, Typ 15 N), ausgeführt als „Sechs-Fenster-Limousine“ mit drei Seitenfenstern je Seite;
- ein zweitüriges Cabriolet mit vier bis fünf Sitzen auf Basis des Standard 8 (15/80 PS, Typ 15 N), ausgeführt als „Zwei-Fenster-Cabriolet“. Neben einer Ausführung mit vorne angeschlagenen Türen gab es auch eine spezielle Version, bei der die Türen dank Scharnieren an der A- und B-Säule angeschlagen waren und mit zwei Türgriffen wechselweise sowohl vorne wie eine „Selbstmördertür“ geöffnet werden konnten als auch konventionell hinten; der Zustieg zu beiden Sitzreihen wurde so möglichst bequem gestaltet.

Wie viele Adler-Wagen mit Karosserien nach Entwürfen von Gropius entstanden, ist umstritten. Der Automobilhistoriker Werner Oswald (1920–1997) geht von insgesamt nur sechs solcher Personenwagen aus, darunter
- drei Limousinen, deren Karosserien alle von der Berliner Wagenfabrik Jos. Neuss mit Sitz im Ortsteil Halensee aufgebaut wurden, davon eine auf dem Fahrgestell eines Standard 6 A (12/50 PS, Typ 12 N) und zwei auf Basis eines Standard 8 (15/80 PS, Typ 15 N), ferner
- drei Cabriolets, deren Karosserien alle von der Wilhelm Karmann GmbH in Osnabrück stammten und alle auf dem Fahrgestell des Standard 8 (15/80 PS, Typ 15 N) ruhten.[2]

In einer Veröffentlichung von 2015 nennt der Journalist Thomas Wagner mit Kontakt zum Adler-Club zwei Limousinen und etwa 23 Cabrios. Nach einer weiteren Quelle, die 2019 erschien und deren Autor Kontakt zum Adler-Motor-Veteranen-Club hatte, entstanden 27 Fahrzeuge mit Karosserien nach Entwürfen von Walter Gropius. Die Verifizierung ist dadurch erschwert, dass die Adlerwerke während des Zweiten Weltkriegs schwer beschädigt wurden und den Automobilbau danach aufgaben; das Berliner Karosseriewerk Ambi-Budd wurde nach Kriegsende durch sowjetische Truppen demontiert und aufgelöst, die Wagenfabrik Jos. Neuss – zuständig für den Bau einzelner Ausstellungsfahrzeuge – wurde schon 1933 von Erdmann & Rossi übernommen.

## Technische Daten

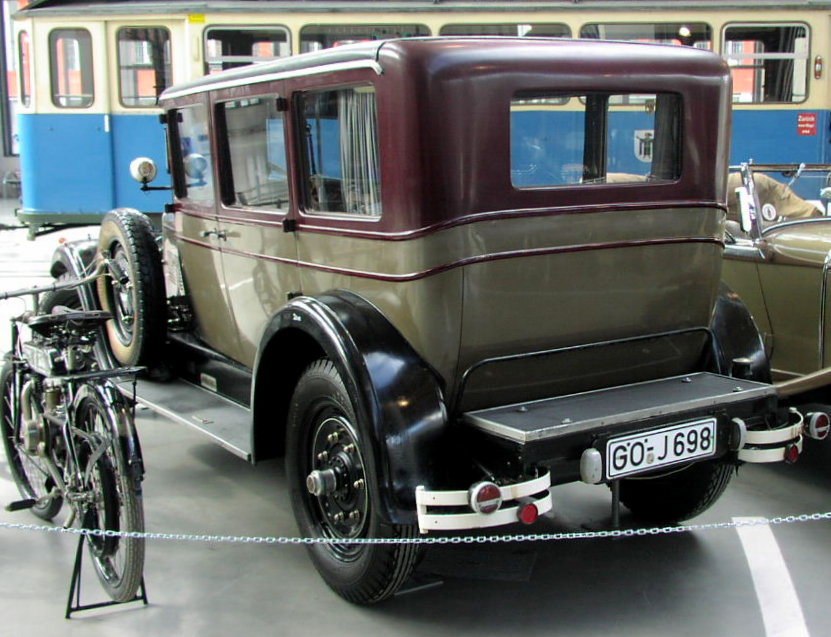
Ein Adler Standard 6 von 1928 als 6-Fenster-Limousine mit herkömmlicher Werkskarosserie von Ambi-Budd, das Ausgangsmodell für die Gropius-Entwürfe

Diejenigen Adler Gropius, die auf dem Fahrgestell des Standard 6 A (12/50 PS, Typ 12 N) aufgebaut waren, hatten einen Sechszylinder-Reihenmotor mit gut 2,9 Liter Hubraum und einer Leistung von 50 PS (37 Kilowatt). Das Chassis hatte einen Radstand von 2840 Millimeter sowie eine Spurweite von vorne wie hinten 1350 Millimeter. Das Modell war 4270 Millimeter lang, 1650 breit und 1825 Millimeter hoch. Das Fahrgestell wog 950 Kilogramm, die Limousine beziehungsweise das Cabriolet insgesamt 1300 Kilogramm.
Die Mehrzahl der Adler Gropius basierte auf dem Standard 8 (15/80 PS, Typ 15 N) und hatte einen Achtzylinder-Reihenmotor; bei übereinstimmenden Zylinderabmessungen ergab sich ein Hubraum von knapp 3,9 Liter und eine Leistung von 80 PS (59 kW). Das technisch gleich aufgebaute, jedoch deutlich größere Chassis hatte einen Radstand von 3325 Millimeter sowie eine Spurweite von vorne wie hinten 1440 Millimeter. Das Modell war 4750 Millimeter lang, 1770 breit und 1880 Millimeter hoch. Das Fahrgestell wog 1300 Kilogramm, jedenfalls die Limousine insgesamt 1800 Kilogramm. Die Höchstgeschwindigkeit betrug 105 Kilometer pro Stunde.
Einer der letzten gefertigten Adler Gropius, eine Pullman-Limousine mit Standard-8-Chassis, wird davon abweichend sogar mit einer Gesamtlänge von 5,20 Metern angegeben; er weist zudem markante Kotflügel auf, die an die zeitgenössische Damenmode der „Helmhüte“ erinnern. Wegen seiner besonderen Abmessungen und der hellen Lackierung, die für ein Repräsentationsfahrzeug dieser Zeit eher ungewöhnlich war, trägt dieses Exemplar auch den Spitznamen „Weißer Elephant“.

## Einzelne Fahrzeuge
In der preußischen Provinz Hessen-Nassau war eine viertürige, 1931 gefertigte Adler Standard 8 Limousine mit einer von Gropius entworfenen und von Neuss aufgebauten Karosserie zugelassen; sie trug das Kraftfahrzeugkennzeichen „IT 0426“. Der Wagen war einheitlich dunkel lackiert und hatte einen hohen Kühlergrill mit einer Vielzahl senkrechter Chromstreben sowie gegenläufig öffnende Türen: Die Vordertüren waren vorne angeschlagen, die rückwärtigen Türen dagegen hinten. Das Fahrzeug wirkt besonders herrschaftlich-vornehm.
Ferner war dort ein zweitüriges, 1931 gebautes Adler Standard 8 Cabriolet mit einer von Gropius entworfenen und von Karmann aufgebauten Karosserie zugelassen; es trug das Kraftfahrzeugkennzeichen „IT 0423“. Kotflügel, Trittbretter und das Faltverdeck in Schwarz kontrastierten zur deutlich helleren übrigen Karosserie. Das Cabrio hatte einen hohen, fein gelochten Kühlergrill sowie besonders große, vorn angeschlagene Türen; auf zusätzliche hintere Seitenscheiben konnte dadurch verzichtet werden. Auch dieses Modell wirkt sehr vornehm.
Ein derartiges Cabriolet nutzte das Ehepaar Gropius zumindest noch bis 1933; es war zeitweilig mit dem amtlichen Kennzeichen „IA 85337“ in Berlin zugelassen.

## Markante Designmerkmale
Bei seinen Karosserieentwürfen griff Gropius auf viele gestalterische Elemente zurück, die er bei seinen Gebäuden favorisierte: Gerade Linien mit klaren waagerechten und senkrechten Gliederungen, gleichmäßige Radien, ebenmäßige Flächen, kubische Formen und für die Zeit große Fensterflächen. Der Chromzierrat ist auf wenige, dafür große und auffällige Teile reduziert. Während andere zeitgenössische Automobildesigner bereits dazu übergingen, weichere Übergänge zwischen einzelnen Teilen zu schaffen, setzte Gropius auf eine optisch klare Trennung verschiedener Funktionsbereiche. So sind die seitlichen Trittbretter optisch klar von den Kotflügeln abgegrenzt, ebenso die darauf montierten Kästen für das Bordwerkzeug und die Batterie. Großen Wert legte Gropius außerdem auf die Funktionalität: Besonders breite Türen (mit soliden, außenliegenden Türscharnieren) erleichtern den Zutritt zum Fahrzeuginnern, die Passagierabteile sind besonders lang und breit. Einzelne Fahrzeuge zeigen für die Zeit ungewöhnliche, neuartige Liegesitze. Die Karosserie wird effektiv geschützt durch für damalige Verhältnisse kräftige, einteilige Stoßstangen mit mittiger Gummileiste, die hinten um das Heck bis an die Kotflügel herumgezogen sind.
Weitere charakteristische Details aller oder einzelner Adler Gropius sind:
- ein markanter verchromter, senkrecht stehender, vergleichsweise hoher und schmaler Kühlergrill, je nach Modell mit zahlreichen feinen, senkrechten Streben oder einem feinen Lochmuster mit 16 Löchern in der Breite und 24 in der Höhe;
- Verzicht auf die verchromte ebene Fläche am oberen Teil des Kühlergrills, auf der sich bis dahin das dreieckige, auf der Spitze stehende Markenemblem befand bzw. das sich darunter anschloss; stattdessen mit dem neuen, von Gropius entworfenen Adler-Emblem;
- bei einzelnen Fahrzeugen besonders große, verchromte Fahrzeugscheinwerfer des damals in Jena ansässigen Unternehmens Carl Zeiss sowie
- auffällige, große verchromte Radabdeckungen, auch an den außen montierten Ersatzrädern.

## Internationale Beachtung
Die Präsentation der Adler-Gropius-Modelle fand international Beachtung; sie wurden in zahlreichen Zeitungen und Illustrierten vorgestellt und machten die Adlerwerke weltweit bekannt. Werner Oswald beurteilt die Automobilentwürfe von Gropius als „historisch interessant, aber nicht richtungsweisend“. In neueren Veröffentlichungen werden die Fahrzeuge mitunter als „das Bauhaus auf Rädern“ bezeichnet.

## Der Gropius Adler heute
Soweit bekannt (Stand: 2019), hat keiner der Adler Gropius bis heute überdauert; ihr Verbleib ist ungeklärt. Wie bei vielen Automobilen der Ober- und Luxusklasse kann vermutet werden, dass die Wehrmacht sie im Zweiten Weltkrieg als Kommandowagen oder in diesem Fall speziell als Ersatzteilspender für die rund 6400 gebauten Adler-Kübelwagen requirierte.
Im Original erhalten blieb ein Kühlergrill; er ist Teil der Ausstellung „Moderne am Main 1919–1933“ im Museum Angewandte Kunst in Frankfurt am Main. Gelegentlich finden Sammler spezielle Anbauteile wie Türgriffe wieder. Seit 2019 wird der unter dem Spitznamen „Weißer Elephant“ bekannte Adler Gropius originalgetreu rekonstruiert; Organisator des Projekts ist der Vorsitzende des Adler-Motor-Veteranen-Clubs mit Unterstützung durch das Institut für Fahrzeugtechnik der Technischen Hochschule Köln. Grundlage ist ein erhalten gebliebenes Originalchassis eines der seltenen Adler Standard 8.

## Konzeptionell ähnliche Karosserieentwürfe anderer zeitgenössischer Architekten

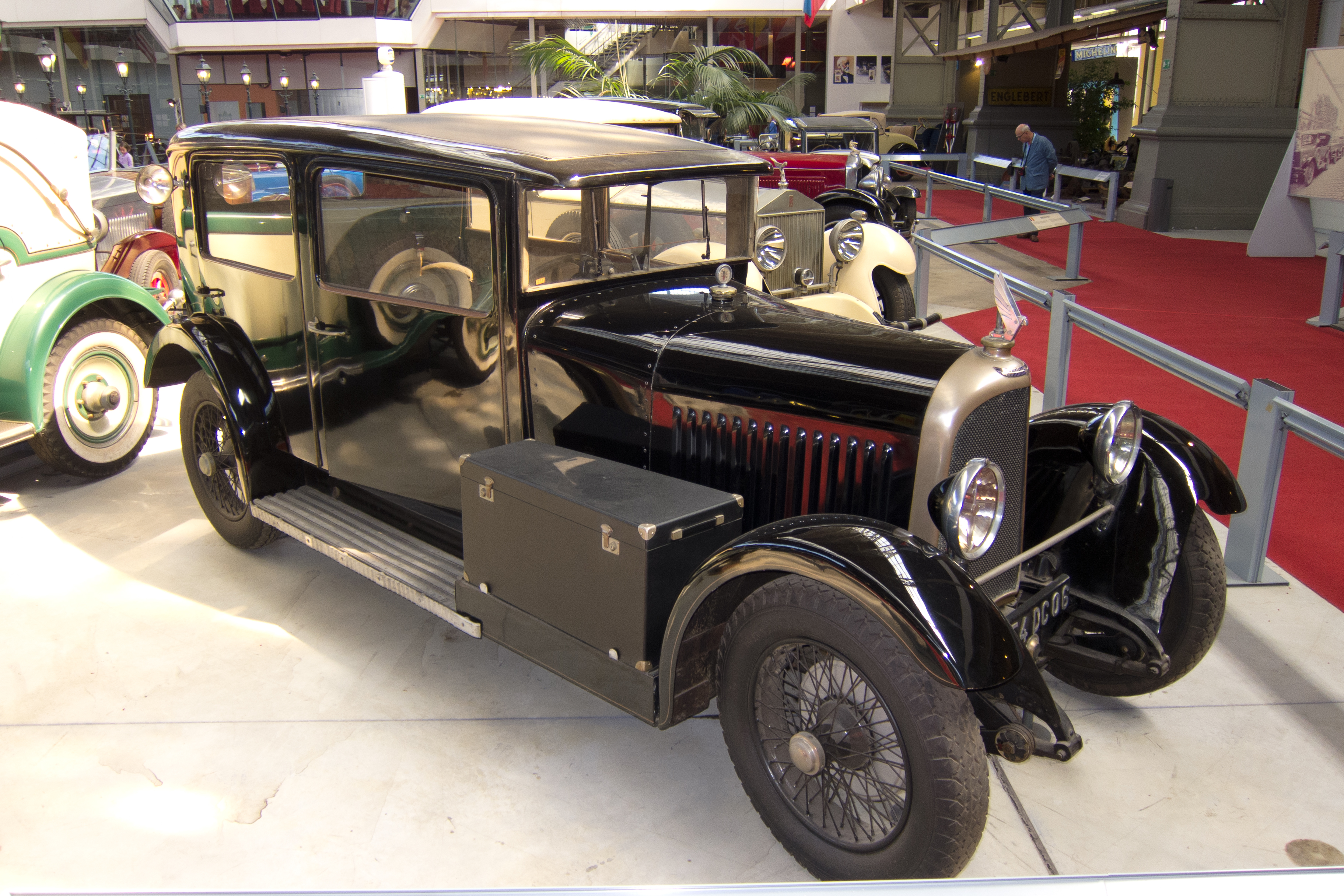
Konzeptionell ähnlich: Ein französischer Voisin C.14 Conduite Intérieure (1929) mit einer von Le Corbusier beeinflussten Karosserie

Karosserien mit ähnlichem Konzept entwarf auch der schweizerisch-französische Architekt Le Corbusier für den französischen Automobilhersteller Aéroplanes G. Voisin unter Führung von Gabriel Voisin; auch sie blieben wirtschaftlich erfolglos.